# Supstrat (ekologija)
Supstrat je, u biološkom smislu, podloga na kojoj žive biljke i nepokretne (sesilne) životinje. Materijal koji čini supstrat može biti abiotičke (nežive) ili biotičke (žive) prirode. Primjer biotičkog supstrata čini npr. mahovina ili žive alge na kojima se razvijaju drugi organizmi.

Supstrati mogu biti i umjetnog podrijetla i često se koriste u uzgoju poljoprivrednih kultura u stakleničkim uvjetima. U hidroponskom uzgoju biljaka supstrat često čine staklena vuna, kamena vuna ili keramička vuna koje imaju veliki kapacitet zadržavanja vode i hranjivih tvari i postepenog i kontroliranog oslobađanja. Ovi materijali daju i čvrstu podlogu za ukorijenjivanje biljaka i imaju malu cijenu proizvodnje.